# سه پادشاهی نخست کره
سه پادشاهی نخست کره (هانگول:원삼국/열국) پس از سقوط چوسان قدیم به دست امپراتوری هان شکل گرفت. این سه امپراتوری، بویو، اوکجو و دونگ یه نام داشتند.
هم‌زمان با این سه پادشاهی حکومت‌هایی مانند دونگی، لیلانگ، بایون هان، ماهان، جین هان، گایا و قبایل متعدد دیگری هم در شبه‌جزیره کره وجود داشتند. در میان این سه پادشاهی، فراز و نشیب‌های زیادی از جهات قدرت و وسعت و جمعیت در طول تاریخ برقرار  بود. این سه پادشاهی پس از آن‌که به مرور تضعیف شدند، در نهایت هر سه بخشی از قلمرو امپراتوری گوگوریو شدند که امروزه سرزمین فعلی کره‌ شمالی و منچوری است. متعاقباً شیلا، بکجه و گوگوریو بعد‌ها به سه پادشاهی کره معروف شدند.

## تاریخ
هنگامی که گوچوسان توسط دودمان هان چین در سال ۱۰۸ قبل از میلاد شکست خورد، منطقه شمالی شبه‌جزیره کره و منچوری توسط دولت های بویو، گوگوریو، اوکجو، دونگ یه و دیگر دولت های کوچک اشغال شد. تاریخ سنتی بنیانگذاری گوگوریو سال ۳۷ قبل از میلاد است، اما در اسناد چینی در اوایل سال ۷۵ قبل از میلاد ذکر شده است. چین چهار فرماندهی را در قلمرو سابق گوچوسان مستقر کرد، اما سه تا از آنها به سرعت به دست مقاومت کره افتادند. گوگوریو به تدریج تمامی همسایگان خود را فتح و جذب کرد و آخرین فرماندهی چینی را در سال ۳۱۳ میلادی نابود کرد.
در جنوب دولت جین که کمتر قابل درک بود کنفدراسیون‌های آزاد جین‌هان، بیون‌هان و ماهان یا در مجموع سم‌هان را به وجود آورد. بکجه در سال ۱۸ قبل از میلاد در قلمرو ماهان تأسیس شد و به آرامی شروع به سبقت گرفتن از آن کرد. شیلا با یکپارچگی شش حکومت در جین‌هان به طور سنتی در سال ۵۷ قبل از میلاد تأسیس شد اگرچه ممکن است کمی بعدتر باشد.  بیونهان جذب کنفدراسیون گایا شد که به نوبه خود توسط شیلا ضمیمه شد.
به دلیل این تداوم بیشتر مورخان سه پادشاهی را در حوالی سقوط گوچوسان آغاز می‌کنند، اما این سه پادشاهی تا حدود سال ۳۰۰ سال بر شبه‌جزیره کره به عنوان پادشاهی تسلط نداشتند.

## فرهنگ آهن
از ویژگی های مهم این دوره می توان به تولید گسترده مصنوعات آهنی برای مصارف روزانه و معرفی سفال های سفالی خاکستری با نقش و نگار اشاره کرد.
یافته های باستان شناسی این دوره عمدتاً از ناکرانگ و گوگوریو در شمال و سم‌هان در جنوب است.
مصنوعات معمولی از فرهنگ خنجر برنز کره، برخی از فرهنگ چینی هان و فرهنگ های استپ شمالی در کنار هم در سایت های باستان شناسی در این منطقه یافت شده است که نشان دهنده تعاملات مستقل و گسترده پادشاهی ها و دولت های کره با هان چین و مناطق مختلف دیگر است.
معرفی فناوری آهن امکان ساخت و استفاده از سلاح های قوی تر و تیزتر و ابزارهای کشاورزی را فراهم کرد که در نتیجه تسریع یکپارچگی سیاسی و همچنین تمرکز بیشتر قدرت و ثروت به وجود آمد.

## تجارت
تجارت در «تاریخ سه پادشاهی» از سوابق سه پادشاهی ثبت شده است که بیان می کند آهن حوضه رودخانه ناکدونگ به لیوندانگ و وه ژاپن صادر شده است. تماس با فرهنگ های حوضه پایینی رودخانه ناکدونگ توسط شواهد باستان شناسی از چین، وه، و منچوری نشان داده شده است.
در قسمت جنوبی شبه‌جزیره کره آینه های برنزی چینی، ظروف آیینی برنزی سه پا، سگک های برنزی و سکه های چینی هم از میان صدف ها و هم از آرامگاه ها پیدا شده است. نمونه‌هایی از مصنوعات که از استان شمالی منشا گرفته‌اند عبارتند از ظروف برنزی «فو»، سگک‌های ببر شکل و سگک‌های اسب‌شکل.  اشیاء از وه عبارتند از سفال یایویی، تابوت های کوزه، سر نیزه های برنزی پهن و ناچخ های برنزی.